# Manuel Díaz Moreno
Manuel Díaz Moreno (Castilleja de la Cuesta, provincia de Sevilla, 1 de marzo de 1948) fue un futbolista español que se desempeñaba como defensor.

## Clubes
| Club            | País   | Año         |
| --------------- | ------ | ----------- |
| Real Betis      | España | 1968 - 1972 |
| Cádiz CF        | España | 1972 - 1977 |
| Calvo Sotelo CF | España | 1977 - 1978 |